# Pablo Suárez Álvarez
Pablo Suárez Álvarez (Mieres, 19 de setembre de 1979), és un futbolista asturià, que hi juga en la posició de defensa.

## Trajectòria
Després de militar al Colloto i a l'Oviedo B, a la temporada 00/01 debuta a primera divisió amb els ovetenc, tot jugant cinc partits a la màxima categoria. No té continuïtat i a l'estiu del 2001 marxa a la UE Lleida, de Segona B.
A partir d'eixe moment, la carrera del defensa ha prosseguit sobretot per la categoria de bronze: Lanzarote (02/04), Benidorm CD (04/05), Castillo CF (05/06) i Cultural Leonesa (06/08).